# Cyornis ruficrissa
Cyornis ruficrissa — вид горобцеподібних птахів родини мухоловкових (Muscicapidae). Ендемік Калімантану.

## Таксономія
Cyornis ruficrissa раніше вважався підвидом рудохвостої джунглівниці, однак був визнаний окремим видом в 2021 році.

## Підвиди
Виділяють два підвиди:
- C. r. ruficrissa (Sharpe, 1887) — гора Кінабалу;
- C. r. isola (Hachisuka, 1932) — гори на півночі Калімантану.

## Поширення і екологія
Cyornis ruficrissa живе в гірських тропічних лісах Калімантану.